# Treehouse of Horror XXIII
«Treehouse of Horror XXIII» (укр. «Хатка жахів. Геллоуїн із Сімпсонами XXIII») — друга серія двадцять четвертого сезону мультсеріалу «Сімпсони», прем'єра якої відбулась 7 жовтня 2012 року у США на телеканалі «Fox».

## Сюжет

### Вступ
У часи мая, в Чичен-Іці — вершині цивілізації — індіанці передбачають, що світ буде зруйнований в кінці тринадцятого Бактуна, якщо заспокоїти богів людською жертвою. Жертвою вибирають предка Гомера, і відгодовують його. Однак його дружина (Мардж) обманює жерця (Мо), і той сам стає жертвою. Дізнавшись, що принесли в жертву не ту людину, вчений мая (професор Фрінк) оголошує, що кінець світу таки настане в кінці тринадцятого Бактуна ― 2012 року…
У сьогоденні — 31 жовтня 2012 року — Сімпсони святкують Хелловін. Гомер накручує годинник і запитує Мардж, який зараз Бактун. Коли дружина відповідає: «тринадцятий», у двері дзвонять три гігантські боги мая. Вони розчавлюють Гомера до смерті. Потім боги починають знищувати Спрінґфілд і решту світу. Земля вибухає залишаючи напис «Treehouse of Horror XXIII».

### The Greatest Story Ever Holed (укр.Найвеличніша історія з усіх дірявих)
Мешканці Спрінґфілда зібрались на Спрінґфілдського субатомного колайдера. Однак, коли професор Фрінк активує машину, нічого захопливого не відбувається — прискорювач занадто малий. Коли всі розходяться, дві атомні частинки стикаються між собою і створюють міні-чорну діру, яка все засмоктує…
Коли Ліса Сімпсон знаходить її, і діра засмоктує Ральфа і Нельсона, дівчинка палицею тягне її додому, щоб чорна діра більше нікого не засмоктала. Ліса переміщує діру до підвалу будинку Сімпсонів. Гомер одразу ж вирішує використовувати діру для власних потреб (і випадково подовжує собі пальці). Однак, Ліса попереджає сім'ю, щоб більше нічого в неї не кидали, інакше вона збільшиться. Всупереч попередженню Ліси, Гомер, Барт і Мардж все ж використовують чорну діру як смітник, а Гомер навіть відкриває бізнес, що дозволяє людям кидати в неї свій мотлох.
Врешті решт, досягнувши критичної маси чорна діра стає величезною і поглинає все і всіх навколо. Єдиною, кого не засмоктує, є Меґґі, соска якої летить у чорну діру, зупиняючи її. Тим часом увесь Спрінґфілд перенесено в альтернативний Всесвіт, де прибульці поклоняються людському сміттю.

### Unnormal Activity (укр.Ненормальне явище)
Коли в будинку Сімпсонів відбуваються дивні події, Гомер встановлює камери, щоб зафіксувати те, що їх переслідує (вітальню у вогні, одержиму Мардж, летючі речі тощо). Зрештою, винним виявляється Мо-подібний демон, з яким Мардж 30 років тому уклала угоду, щоб врятувати своїх сестер, які викликали демона в рамках сатанинського ритуалу. Демон погодився відпустити Патті та Сельму, але натомість, у майбутньому, взяти улюблену дитину Мардж — Меґґі.
Гомеру вдається переконати демона відмовитись від угоди в обмін на секс утрьох: «демон-демон-Гомер». Перед початком процесу домовляються, що стоп-словом є «кориця». Коли Гомер накидає халат на камеру, і каже, що хотів би спробувати дещо нове, Мо-подібний демон нервово викрикує: «кориця!»…

### Bart & Homer's Excellent Adventure (укр.Дивовижна пригода Барта й Гомера)
Барт хоче придбати комікс 1974 року про радіоактивного за ціною 25 центів (як написано на обкладинці) замість нинішньої ціни 200 доларів, яку вимагає продавець коміксів. Вийшовши з магазину, Барт зустрічає професора Фрінка, який успішно протестував машину часу. Фрінк залишає Барту ключі на кілька хвилин, допоки він не повернеться з обіду. На машині хлопчик вирушає у 1974, щоб купити комікс за тодішньою ціною.
У минулому Барт знаходить Гомера в середній школі, за кілька хвилин до того, як він вперше зустрічає Мардж. Мардж злиться на підлітка Гомера через те, що він душить Барта і одразу ж вимагає від неї піти з ним на випускний балом. Барт егоїстично просить Мардж ніколи не одружуватися з Гомером… Коли Барт повертається у 2012 рік (а разом з ним у багажнику Гомер-підліток), він виявляє, що змінив майбутнє, і є сином заможного Арті Зіффа. Барт задоволений цим.
Гомер з 1974 року з дерева спостерігає за ситуацією і зустрічає Гомера з 2012 року; вони обидва хочуть повернути Мардж. За допомогою машини часу двоє збирають кілька втілень Гомера з усієї історії, щоб побити Арті. Хоча Гомери програють битву проти Арті та Барта, Мардж жаліє побитого Гомера і розуміє, що насправді обрала не того…
У фінальній сцені у домі Сімпсонів всі Гомери дивляться телевізор, коли Мардж дорікає, що ніхто з них так і не викинув сміття. Це змушують зробити єгипетського раба-Гомера.

## Виробництво
Цей епізод вийшов 7 жовтня, що є найскорішою датою виходу для серії «Treehouse Of Horror».
Після виходу серії на офіційній Facebook-сторінці «Сімпсонів» було проведено опитування, який сегмент найбільше сподобався глядачам. Коли було обрано сегмент «Bart & Homer's Excellent Adventure», 15 жовтня 2012 року, через 8 днів після виходу оригінального епізоду, на YouTube-каналі «Animation Domination on FOX», було розміщено іншу версію сегмента. Деякі моменти сюжету відрізнялися. Наприклад: професор Фрінк залишив свою машину часу не з причини походу на обід — його заарештували за подорожі у часі. Суттєво відрізнявся і кінець серії, в якому зникають Арті Зіфф і Гомери з різних епох, а у «Гомера-оригіналу» на шиї з'являється рудиментарний близнюк. Крім того, що у новій версії відрізнялися деякі сцени й жарти, а музичне оформлення було майже відсутнє.

## Цікаві факти та культурні відсилання
- Другий сегмент є пародією на фільм 2007 року «Паранормальне явище»[3].
- Сюжет третього сегмента є пародією на франшизу «Назад у майбутнє»[3].
- У сцені на початку третього сегмента, коли 2012 року Барт їде з магазину коміксів, можна побачити Гомера з 1974 року.

## Ставлення критиків і глядачів
Під час прем'єри серію переглянули 6,57 млн осіб з рейтингом 3.1, що зробило її другим найпопулярнішим шоу на каналі «Fox» тієї ночі, після «Сім'янина».
Роберт Девід Салліван з «The A.V. Club» дав серії оцінку B сказавши:
|  | У перші роки існування «Сімпсонів» щорічні серії «Treehouse Of Horror» були забавним контрастом з більшістю епізодів серіалу. Не було ні теплоти, ні тонкощів, ні засвоєння уроків, ні спроб створити зв'язну історію — просто багато грубого гумору і шанс побачити Спрінґфілд ще далі від реальності. Тепер, коли все шоу перейняло ці якості, [ця] Хелловінська традиція не здається такою особливою. Однак, як і диванний прикол на початку кожної серії, [серії] «Treehouse Of Horror» спокушають нас можливістю побачити щось, що не видається запозиченим (і трохи прикрашеним) з періоду слави серіалу. |

Тереза Лопес з «TV Fanatic» дала серії чотири з п'яти зірок, сказавши:
|  | Серія запропонувала стандартні пародії на тему жахів, навіть вступ з відсиланням до апокаліпсису мая 2012 року. Були хіти і промахи, але здебільшого це була досить приємна ніч… Потрібно сказати, що це [серії «Treehouse Of Horror»], — як правило, єдині епізоди Сімпсонів, які не дратують мене своїми примарними спробами бути актуальними та розважати, тому було приємно ловити ці серії… |

У лютому 2013 року сценаристів серії Девіда Манделя і Браяна Келлі було номіновано на премію Гільдії сценаристів Америки в області анімації 2012 року.
Серію було номіновано на премію «Еммі» в категорії «Найкраща анімаційна передача» 2013 року.
2019 року видання «Screen Rant» назвало серію найкращою у 24-му сезоні.
Згідно з голосуванням на сайті The NoHomers Club більшість фанатів оцінили серію на 4/5 із середньою оцінкою 3,55/5.